# Harry Greenhalgh
 Harry Woodgate Greenhalgh (27 tháng 6 năm 1900 – 1982) là một cầu thủ bóng đá người Anh từng thi đấu ở vị trí hậu vệ phải tại The Football League cùng với Bolton Wanderers trong thập niên 1920. Ông từng là thành viên của đội hình Bolton Wanderers vô địch Chung kết Cúp FA 1926.